# Álvaro Velasco (levantador de pesas)
Álvaro Augusto Velasco Alzate es un levantador de pesas colombiano. Nació en Tuluá, Valle del Cauca. Ha sido medallista de oro en los Juegos Panamericanos en Winnipeg 1999.

## Trayectoria

### Juegos Panamericanos
En los Juegos Panamericanos de Winnipeg 1999 obtuvo oro en la categoría de 85 kilogramos.
- , Medalla de oro: 85 kg

Actualmente es entrenador de la selección tuluá, y selección valle de pesas, hombre comprometido en busca de nuevos deportistas olímpicos.